# Diplopterygium lanigerum
Diplopterygium lanigerum là một loài dương xỉ trong họ Gleicheniaceae. Loài này được D. Don Nakai mô tả khoa học đầu tiên năm 1950.